# ناپدیدشدگان (فیلم ۲۰۰۸)
«سر به نیست کردن» (انگلیسی: The Disappeared (2008 film)) فیلمی در ژانر ترسناک است که در سال ۲۰۰۸ منتشر شد.